# Pedro Talovac
Pedro Talovac (en húngaro: Tallóci Péter; fallecido en 1453) fue un vasallo del rey húngaro Segismundo, que se desempeñó primero como administrador del Archidiócesis de Zagreb y luego como ban de Croacia y Dalmacia desde 1438 hasta su muerte.
Pedro y su hermano Mateo lucharon para obtener las propiedades de la familia Nelipić, y el primero se apoderó de sus tierras al sur de Velebit. Talovac ganó fama defendiendo las fronteras del sur del reino de los turcos otomanos. La muerte de su hermano en 1445 le dificultó el control de la tierra al sur del Velebit, pero logró retener la mayor parte de ella contra las ambiciones del regente Juan Hunyadi, la República de Venecia, el rey Tomás de Bosnia y el magnate bosnio Esteban Vukčić Kosača.
Se casó con Eduviges Garai y tuvo dos hijos. Tras la muerte de Talovac en 1453, la lucha por obtener la mano de su viuda en matrimonio y el control de sus tierras llevó a un conflicto armado entre Tomás y Kosača.